# Hølands kommun
Hølands kommun (norska: Høland kommune) var en kommun i Akershus fylke i östra Norge. 
Høland är också namnet på ett pastorat i Oslo stift, sydöstra Norge bestående av socknarna Løken, Søndre Høland, Bjørkelangen samt Setskog.

## Administrativ historik
Høland bildade 1838 en kommun i Akershus fylke. 1905 delades kommunen och Setskogs kommun bildades. 1924 delades kommunen i Søndre Høland och Nordre Hølands kommuner. 1966 slogs dessa tre kommuner samman med Aurskogs kommun och bildade Aurskog-Hølands kommun. 2020 Aurskog-Høland kommun blev på nytt samman med Rømskog kommun. Den nya kommun som bildades, kallas Aurskog-Høland kommun, men antog kommunvapenet til Rømskog kommun. 

## Historia
26 februari 1716 överrumplade och tillfångatog Karl XII en mindre norsk styrka vid Hølands kyrkby och tillbakaslog 27 februari ett anfall av översten Ulrik Kristian Kruse, varvid den sistnämnde svårt sårad tillfångatogs och hans män gav vika för övermakten. Fredrik av Hessen och Stanisław Poniatowski sårades båda svårt i striderna. Genom striden vid Høland genombröts den norska ställningens centrum, men snöstorm hindrade svenskarna att snabbt utnyttja framgångarna.